# Традуціанізм
Традуціанізм — одна з трьох теологічних концепцій про виникнення душі, нарівні з креаціонізмом і теорією передіснування Платона і Орігена. Сучасною Православною Церквою концепція відкинута, однак підхоплена деякими єресями (наприклад богумилами). У Католицькій Церкві теорія традуціонізму так само відкинута і не визнається, «душа створена безпосередньо Богом».
Традуціоністи вважали, що душа батьків передається дітям через батьківське сім'я і в своїх поглядах були схожі з послідовниками теорії передіснування. Це добре помітно в навчанні Готфріда Лейбніца про преформації (згодом — преформізм), яке стверджує, що життя і смерті не існує, а народження — лише трансформація того, що вже існувало раніше. Смерть же — всього лише щось протилежне народженню.
До послідовників традуціонізму себе відносили Тертуліан, Аврелій Августин і Мартін Лютер. Зокрема Аврелій Августин саме традуціонізмом пояснював перехід первородного гріха Адама і Єви всьому наступному людському роду.